# Greece (Nowy Jork)
Greece – miasto w Stanach Zjednoczonych, w stanie Nowy Jork, w hrabstwie Monroe.